# Kari Heikkilä
Kari Heikkilä (* 10. Januar 1960 in Kangasala) ist ein ehemaliger finnischer Eishockeyspieler und -trainer, der in seiner aktiven Zeit von 1979 bis 1994 unter anderem für Ilves Tampere in der SM-liiga und Luleå HF in der Elitserien gespielt hat. Zuletzt war er Cheftrainer von Rauman Lukko.

## Karriere
Kari Heikkilä begann seine Karriere als Eishockeyspieler bei Ilves Tampere, für das er von 1979 bis 1983 in der SM-liiga aktiv war. Anschließend wechselte der Verteidiger vor der Saison 1983/84 zu Luleå HF in die Division 1, die zweithöchste schwedische Eishockeyliga. Mit den Schweden erreicht er gleich im ersten Jahr den Aufstieg in die Elitserien, wo Heikkilä weitere zwei Spielzeiten mit der Mannschaft verbrachte. Im Jahr 1986 kehrte Heikkilä in seine finnische Heimat zurück, wo er drei Jahre lang für seinen Ex-Klub Ilves Tampere aktiv war. Von 1989 bis 1991 stand der Finne für den HC Vita Hästen erneut in der zweiten schwedischen Liga auf dem Eis, bevor er in der Saison 1991/92 ein weiteres Mal für Tampere in Finnland spielte. Schließlich beendete er seine aktive Karriere in der italienischen Serie A, wo er bis 1994 bei SHC Fassa unter Vertrag stand.
Unmittelbar nach seinem Karriereende übernahm Heikkilä 1994 den schwedischen Zweitligisten IF Sundsvall Hockey als Trainer, bei dem er zwei Jahre blieb. Es folgte eine Spielzeit bei deren Ligarivalen Boden IK. Für die Saison 1997/98 kehrte Heikkilä nach Finnland zurück, wo er den Erstligisten HPK Hämeenlinna trainierte, bei dem er jedoch bereits kurz nach Saisonbeginn entlassen wurde. Nach einem zweijährigen Engagement bei Vaasan Sport in der zweitklassigen I Divisioona erhielt der ehemalige Verteidiger im Sommer 2000 erneut die Chance für einen Erstligisten tätig zu sein. Mit Kärpät Oulu wurde er in den folgenden vier Spielzeiten 2003 Vizemeister und 2004 Finnischer Meister. Für letzteren Erfolg erhielt Heikkilä zudem die Kalevi-Numminen-Trophäe als bester Trainer der Saison.

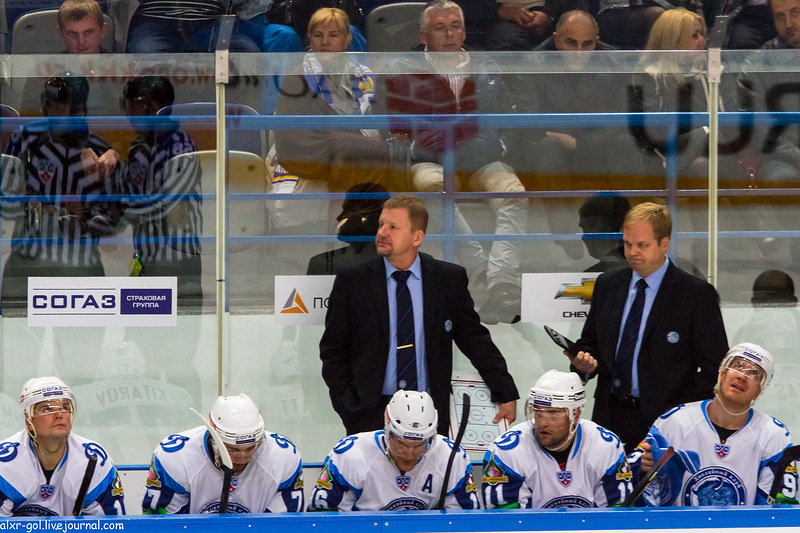
Heikkilä (Bildmitte) als Trainer des HK Dinamo Minsk, September 2012

In der Saison 2004/05 trainierte Heikkilä Lokomotive Jaroslawl aus der Russischen Superliga. Nach nur einer Spielzeit schloss er sich den Espoo Blues aus der SM-liiga an, für die er bis 2007 tätig war. Anschließend erhielt er erneut einen Vertrag in Jaroslawl. Mit dem Russen wurde er in der Saison 2007/08 russischer Vizemeister und stand am Ende der Spielzeit 2008/09 erneut mit dem Team in der Finalserie um den Meistertitel, scheiterte dort aber erneut am späteren Meister. Im Februar 2010 wurde er in Jaroslawl entlassen.
In der Saison 2010/11 war Heikkilä Cheftrainer des HK Metallurg Magnitogorsk aus der KHL und erreichte mit diesem das Playoff-Halbfinale. Im August 2011 unterzeichnete er einen Vertrag über drei Jahre mit dem belarussischen Eishockeyverband als Nationaltrainer von Belarus.  Ab April 2012 war er parallel Cheftrainer des HK Dinamo Minsk aus der KHL, wurde aber im Oktober 2012 aufgrund von Erfolglosigkeit entlassen. Ebenso wurde sein Vertrag als Nationaltrainer von Belarus aufgelöst.
In der Saison 2013/14 war er zunächst als Berater von Neftechimik Nischnekamsk tätig, ehe er im März 2014 zum Cheftrainer befördert wurde. Mitte Oktober des gleichen Jahres wurde er aus dieser Position entlassen. Im Juli 2015 wurde er als neuer Trainer von Dinamo Riga vorgestellt und agierte in dieser Position bis Januar 2016, ehe er entlassen wurde. Anschließend betreute er Ilves Tampere als Cheftrainer, wobei er Tuomas Tuokkola ersetzte.
Zu Beginn  der Saison 2016/17 war er ohne Anstellung, ehe er im November 2016 Cheftrainer von Rauman Lukko wurde und damit Nachfolger von Juha Vuori.

## Erfolge und Auszeichnungen
- 1983 Finnischer Dritter mit Ilves Tampere
- 1984 Aufstieg in die Elitserien mit Luleå HF
- 1989 Finnischer Dritter mit Ilves Tampere

### Als Trainer
| - 2003 Finnischer Vizemeister mit Kärpät Oulu - 2004 Finnischer Meister mit Kärpät Oulu - 2004 Kalevi-Numminen-Trophäe | - 2008 Russischer Vizemeister mit Lokomotive Jaroslawl - 2009 Assistenztrainer beim KHL All-Star Game - 2009 Russischer Vizemeister mit Lokomotive Jaroslawl |